# Crambe kralikii
Crambe kralikii là một loài thực vật có hoa trong họ Cải. Loài này được Coss. mô tả khoa học đầu tiên năm 1857.